# Romy Kermer
Romy Kermer, född 28 juni 1956 i Karl-Marx-Stadt, är en tysk före detta konståkare.
Kermer blev olympisk silvermedaljör i konståkning vid vinterspelen 1976 i Innsbruck.